# Christian Riganò
Christian Riganò (* 25. Mai 1974 in Lipari) ist ein ehemaliger italienischer Fußballspieler und aktueller -trainer. Er spielte auf der Position eines Stürmers.

## Karriere
Riganò startete seine Karriere in seinem Heimatdorf Lipari bei Lipari Calcio, welcher in der zweithöchsten italienischen Amateurliga, der Eccellenza, spielte. In der Folge spielte er sechs Saisons lang bei verschiedenen unterklassigen süditalienischen Vereinen, ehe er zur Saison 2000/01 zu Taranto Sport in die Serie C2 kam. Bereits in der ersten Saison stieg Riganò mit Taranto in die dritthöchste italienische Profiliga, die Serie C1, auf.
In der Saison 2002/03 wechselte Riganò zum italienischen Traditionsverein AC Florenz, der aufgrund finanzieller Probleme in die Serie C2 abgestiegen war. Hier wurde Christian Riganò schnell zum Publikumsliebling, denn mit seinen Toren hatte er entscheidenden Anteil daran, dass die Fiorentina in nur zwei Jahren von der Serie C2 in die Serie A aufstieg. Insgesamt erzielte er 58 Tore für die Florentiner, ehe er zur Saison 2005/06 zum Serie-A-Verein FC Empoli wechselte.
In der Saison 2006/07 spielte Riganò für den Erstligisten FC Messina aus seiner Heimatprovinz. Hier stellte er wieder einmal seinen Torriecher unter Beweis und erzielte 19 Treffer in 27 Spielen. Doch diese reichten nicht aus, um den Abstieg von Messina aus der Serie A zu verhindern.
In der Saison 2007/08 stand er beim spanischen Erstligisten UD Levante unter Vertrag und war für die Rückrunde an den Serie-A-Club AC Siena ausgeliehen, da die Levantiner den Gehaltsforderungen eines Großteils der Spieler nicht mehr nachkommen konnten.

## Erfolge
- Aufstieg von der Serie C2 in die Serie A mit der AC Florenz